# Peter Uhrig
Peter Uhrig, nemški veslač, * 23. maj 1965, Worms.
Uhrig je za Nemčijo nastopil na Poletnih olimpijskih igrah 1992 v Barceloni in na Poletnih olimpijskih igrah 1996 v Atlanti. 
V Barceloni je veslal v dvojnem dvojcu, ki je izpadel po prvem krogu tekmovanja, v Atlanti pa je lahki dvojni dvojec osvojil enajsto mesto. 
Na svetovnem prvenstvu leta 1991 na Dunaju je veslal v lahkem enojcu in tam osvojil srebrno medaljo.